# Herrenberg (Luxembourg)
Pour les articles homonymes, voir Herrenberg (homonymie).
Herrenberg (en luxembourgeois : Härebierg) est un lieu-dit de la commune de Diekirch au Luxembourg, situé sur une colline qui culmine à 394 m d'altitude.
Le site est connu pour accueillir depuis 1955 le quartier général des forces armées luxembourgeoises, le centre militaire ou caserne Grand-Duc Jean.